# Alvarado Street Bakery
Alvarado Street Bakery – piekarnia prowadzona i zarządzana przez pracowników, zlokalizowana w Petaluma w Kalifornii. Zajmuje się wypiekaniem certyfikowanych organicznych i pełnoziarnistych bułek, pieczywa, bajgli oraz tortilli. Alvarado pojawiło się w filmie dokumentalnym z 2009 roku Michaela Moore'a Kapitalizm, moja miłość.
Alvarado jest zorganizowana jako spółdzielnia pracownicza, a każdy pracownik otrzymuje jeden udział w spółdzielni. Akcje dają każdemu pracownikowi równy głos w sprawach biznesowych, w tym świadczeń pracowniczych, wynagrodzeń i reinwestycji zysków. W 2009 ponad połowa pracowników była w firmie od ponad 15 lat, a przeciętny pracownik zarabiał od 65 000 do 70 000 USD rocznie.

## Edukacja
Alvarado Street Bakery zostało założone w 1979 jako część nienastawionej na zysk działalności firmy o nazwie Red Clover Worker's Brigade, organizacji parasolowej dla kilku firm z branży naturalnej żywności w rejonie zatoki San Francisco. Do 1981 działały tylko dwie firmy, Alvarado Street Bakery i Santa Rosa Community Market. Pięciu z ośmiu pracowników piekarni oddzieliło się od organizacji i założyło Semper Virens Bakery Food Cooperative, Inc., która prowadzi działalność pod nazwą Alvarado Street Bakery. Nazwa pochodzi od przewróconego znaku Alvarado Street z Venice Beach w Los Angeles, w który miał uderzyć jeden z kierowców pracujących dla piekarni, kiedy jechał po ziarna pszenicy.
Szybki rozwój piekarni i używanie składników organicznych było częściowo odpowiedzialne za jej sukces w branży żywności ekologicznej w latach 80. Piekarnia Alvarado Street sprzedaje ponad 40 000 bochenków chleba dziennie, które wypiekane są w piekarni zasilanej energią słoneczną.